# Richterflössel
Das Richterflössel, auch Richter Flössel, früher das Floß (tschechisch Přítok Sprévy, auch Levý přítok Sprévy „(Linker) Nebenfluss der Spree“) ist ein linksseitiger Zufluss der oberen Spree zwischen Niederfriedersdorf und Neusalza-Spremberg im sächsischen Landkreis Görlitz mit einer Länge von 5,3 Kilometern.

## Beschreibung
Das Richterflössel entspringt nordöstlich des Schluckenauer Berges bzw. Königswalder Höhe (Šluknovský vrch, 458 m) bei Neu Georgswalde (Nový Jiříkov) auf böhmischem Gebiet. Auf seinem Oberlauf durch den Harthewald (Hartský les) im Böhmischen Niederland nimmt der Bach mehrere Rinnsale auf und wird in einem namenlosen Teich gestaut; dabei fließt er westlich am Georgswalder Berg (Toulčí vrch, 448 m) vorbei. Östlich des Kumpfeberges (460 m) überquert das Richterflössel nach anderthalb Kilometern die deutsche Grenze.
Auf seinem Mittellauf fließt der Bach westlich des Buchberges (386 m), der Einschicht Blockhaus und des Steinberges  (385 m) mit nordöstlicher Richtung durch den Grenzwald; dabei fließen ihm weitere namenlose Bächel zu. An der ehemaligen Frosch- oder Donath-Mühle überquert die von Neuspremberg nach Georgswalde führende Diebstraße den Bach. Anschließend fließt der Bach mit nördlicher Richtung durch die Floßwiese.
Sein Unterlauf verläuft westlich des Ziegelberges (374 m) und östlich von Neufriedersdorf, wo der Bach im Ziegelteich gestaut wird. Unterhalb des Teiches überquert die Bahnstrecke Oberoderwitz–Wilthen auf der 14 m langen Eisenbahnüberführung Niederfriedersdorf den Floßgrund. Der Ablauf des Ziegelteiches wird rechtsseitig neben dem Richterflössel in den Brückenteich eingeleitet. Der Bach mündet gegenüber dem Sternberg (340 m) im Spreepark in die Spree.